# Audrey Blathwayt
Audrey Constantia Georgina Blathwayt (verheiratete Audrey Costeloe; * 27. Juni 1920 in Bath, Somerset; † 27. Oktober 2009 in Oxford, Oxfordshire) war eine englische Badmintonspielerin. 

## Karriere
Audrey Blathwayt gewann bei den French Open 1950 die Damendoppelkonkurrenz mit M. Crombie. Im Dameneinzel war sie ebenfalls erfolgreich, während es im Mixed mit Choong Ewe Jin nur zu Platz zwei reichte. Bei den Surrey Championships 1950 siegte sie im Doppel. In der englischen Nationalmannschaft wurde sie einmal eingesetzt.

## Sportliche Erfolge
| Saison | Veranstaltung           | Disziplin   | Platz | Name                              |
| ------ | ----------------------- | ----------- | ----- | --------------------------------- |
| 1950   | Berkshire Championships | Damendoppel | 1     | Audrey Blathwayt / Betty Grace    |
| 1950   | French Open             | Damendoppel | 1     | Audrey Blathwayt / M. Crombie     |
| 1950   | French Open             | Dameneinzel | 1     | Audrey Blathwayt                  |
| 1950   | French Open             | Mixed       | 2     | Choong Ewe Jin / Audrey Blathwayt |
| 1950   | Surrey Championships    | Damendoppel | 1     | Audrey Blathwayt / V. E. Duringer |